# Kongo-Brazzaville vid världsmästerskapen i friidrott 2023
Kongo-Brazzaville tävlade vid världsmästerskapen i friidrott 2023 i Budapest i Ungern mellan den 19 och 27 augusti 2023.

## Resultat
Kongo-Brazzavilles trupp bestod av en idrottare.

### Damer
Gång- och löpgrenar
| Idrottare             | Gren      | Försöksheat | Försöksheat | Semifinal        | Semifinal        | Final            | Final            |
| Idrottare             | Gren      | Resultat    | Placering   | Resultat         | Placering        | Resultat         | Placering        |
| --------------------- | --------- | ----------- | ----------- | ---------------- | ---------------- | ---------------- | ---------------- |
| Natacha Ngoye Akamabi | 100 meter | 11,60       | 7           | Gick inte vidare | Gick inte vidare | Gick inte vidare | Gick inte vidare |